# 莫干山271号
莫干山271号又名田庄，位於浙江省湖州市德清縣莫干山景區境內。
莫干山271号田庄建于1904年，建筑面积214.6平方米，位于长兴路，是1904年莫干山上兴建的众多别墅中最精致的一幢。。业主为美国宣道会传教士伍约翰牧师（Rev.John Woodberry），在1895年来华，先在天津传教。1900年义和团事变时逃往上海，创立了北四川路守真堂。
2005年，莫干山271号作为莫干山別墅群的一部分，被列为浙江省文物保护单位。2006年5月，又被國務院列為第六批全國重點文物保護單位。

## 外部連結
- 莫干山